# Poul Nielsen

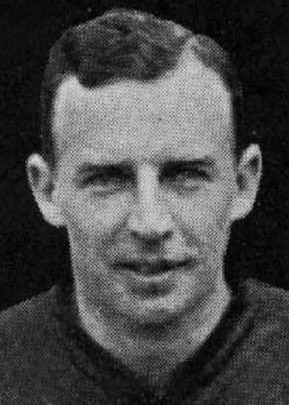

Poul "Tist" Nielsen, född 25 december 1891 i Köpenhamn, död 9 augusti 1962 i Köpenhamn, var en dansk fotbollsspelare. Han är den som gjort flest mål genom tiderna i Danmarks fotbollslandslag. Nielsen blev olympisk silvermedaljör i fotboll vid sommarspelen 1912 i Stockholm.

## Biografi
Nielsen smög in på fotbollsmatcher som barn utan att betala och blev kallad gratist (gratisåskådare), senare förkortat till smeknamnet "Tist". Nielsen började spela fotboll i KB (Kjøbenhavns Boldklub) och spelade där under hela seniorkarriären. 1910 gjorde han landslagsdebut och spelade för Danmark i OS i Stockholm 1912. Efter 1912 började han göra mål i rekordfart – 22 mål på de nio landskamperna han spelade efter OS – och blev samtidigt dansk mästare med KB. Han gjorde bland annat sex mål när Danmark vann över Sverige med 10–0. Hans 52 mål står sig fortfarande som rekord i danska landslaget men delas sedan 2010 med Jon Dahl Tomasson. Nielsen hade även rekordet för antalet landskamper, 38 stycken, fram till 1931.